# Bom Jesus do Oeste
Bom Jesus do Oeste é um município brasileiro do estado de Santa Catarina. Localiza-se na Região Geográfica Imediata de Maravilha e na Região Geográfica Intermediária de Chapecó estando a uma altitude de 618 metros. Sua população estimada para 1º de julho de 2017 segundo o IBGE era de 2 146 habitantes.